# Вацлав Сцибор-Рильський
Вацлав Сцибор-Рильський (пол. Wacław Ścibor-Rylski; 8 листопада 1898 — 10 лютого 1971) — польский актор кіно.

## Життєпис
Народився 8 листопада 1898 року в Петербурзі (Російська імперія).
Знявся у фільмах «Ромео і Юльця» (1933), «Вовчий квиток» (1964) та «Юність Шопена» (1952).
Помер 10 лютого 1971 року в Лодзі (Польща).

## Фільмографія
| Рік  | Назва фільму            | Мовою оригіналу     | Роль                      |
| ---- | ----------------------- | ------------------- | ------------------------- |
| 1933 | «Ромео і Юльця»         | Romeo i Julcia      | Роман, син Козегловичів   |
| 1950 | «Варшавська прем'єра»   | Warszawska premiera | Sacchetti                 |
| 1950 | «Марія Ржецька»         | Maria Rzecka        | монтажер                  |
| 1951 | «Той світ»              | Tamten Świat        | учитель Рубах             |
| 1951 | «Юність Шопена»         | Młodość Chopina     | в титрах не зазначений    |
| 1960 | «Реальність»            | Rzeczywistość       | Здибель, агент Пясецького |
| 1961 | «Битва під Козі-Двором» | Bitwa o Kozi Dwór   |                           |
| 1964 | «Вовчий квиток»         | Wilczy bilet        |                           |
| 1964 | «Пані з вікна»          | Panienka z okienka  |                           |
| 1965 | «Завжди в неділю»       | Niedziela trzecia   |                           |